# Milomir Jakovljević
Milomir Jakovljević (serbisch-kyrillisch Миломир Јаковљевић; * 2. Dezember 1954; † 21. Dezember 2015) war ein jugoslawischer Fußballspieler. 

## Karriere
Milomir Jakovljević war von 1976 bis 1981 für den jugoslawischen Erstligisten FK Napredak Kruševac aktiv. 1981 wechselte er zu den Stuttgarter Kickers, für die er in der 2. Bundesliga in zwei Spielzeiten 36 Partien absolvierte. Danach wechselte Jakovljević zum FC Olympia Bocholt.